# 神無月ねむ
神無月 ねむ（かんなづき ねむ）は、日本のイラストレーター。

## 主な作品

### ジュブナイルポルノ

#### 美少女文庫えすかれ
- ヤンデレ母娘に愛されすぎて！（ほんじょう山羊） ISBN 978-4-8296-6250-2
- 生徒会長姉妹を毒電波で堕としてみた（遠野渚） ISBN 978-4-8296-6232-8
- 子づくりアイランド（河里一伸） ISBN 978-4-8296-5964-9
- 妹☆ぼてちゅ（上原りょう） ISBN 978-4-8296-5957-1
- お姉ちゃんを×ませて♥（上原りょう） ISBN 978-4-8296-5930-4
- 生徒会長を脱がそう!（羽沢向一） ISBN 978-4-8296-5946-5
- 妹は兄専用。（田沼淳一） ISBN 978-4-8296-5898-7

#### 美少女文庫
- お嬢様は僕の××なしにはいられない（ほんじょう山羊） ISBN 978-4-8296-6220-5
- 先生のHな写真は撮っちゃダメ!（羽沢向一） ISBN 978-4-8296-6213-7
- 土下座でお願いされたのでみ〜んな×ませた（葉原鉄） ISBN 978-4-8296-5999-1
- オタク系彼女! お嬢様と委員長（巽飛呂彦） ISBN 978-4-8296-5981-6
- 初恋姉妹 どっちの胸が好き?（上原りょう） ISBN 978-4-8296-5971-7
- 駄メイドのご主人様になってください♥（河里一伸） ISBN 978-4-8296-5918-2
- 姫騎士サマは放課後M!?（巽飛呂彦） ISBN 978-4-8296-5907-6
- 開運! 巫女パラ神社（あすなゆう） ISBN 978-4-8296-5890-1
- お姉ちゃんはに〜づまだもん♥（みかづき紅月） ISBN 978-4-8296-5875-8
- 生徒会長サマは放課後M!?（巽飛呂彦） ISBN 978-4-8296-5861-1
- いもうと学園リミテッド（天野都） ISBN 978-4-8296-5837-6
- はぴはぴレッスン だって先生はキミのフィアンセなんだもん（橘真児） ISBN 978-4-8296-5833-8
- ふたご学園ヘヴン2（天野都） ISBN 978-4-8296-5820-8
- 騎士プリ お姫様は修業中!（七海ユウリ） ISBN 978-4-8296-5815-4
- ごくあね♥ お姉ちゃんは四代目（森野一角） ISBN 978-4-8296-5804-8
- なでしこ寮へいらっしゃい♥（わかつきひかる） ISBN 4-8296-5787-1
- 恋姉妹 どっちにするの!?（わかつきひかる） ISBN 4-8296-5761-8

### アダルトゲーム
- おたく☆まっしぐら
- Angel Egg
- 月雀
- knot 〜絆の魔法〜